# 이제하
이제하(李祭夏, 1937년 4월 20일~ )는 대한민국의 소설가이다.

## 이력
경상남도 밀양 출생이며, 홍익대학교 서양화과를 중퇴하였다. 1956년 동화 《수정구슬》이 《새벗》에 당선되었고, 1959년에는 《현대문학》에 시 〈설야〉,〈노을〉이 추천되었으며, 단편 〈황색의 개〉가 《신태양》에 당선되어 등단하였다. 주요 작품으로 《초식(草食)》, 《기차·기선·바다·하늘》,《임금님의 귀》,《용》,《밤의 창변》,《나그네는 길에서 쉬지 않는다》 등이 있다. 회화적인 문체와 시적인 상징 수법을 통해 초현실적 암유를 활용하는 '환상적 리얼리즘'의 작가로 알려져 있다.
그는 싱어송라이터로서 《모란동백》, 《눈 내리는 날》 등을 작사, 작곡, 노래했다. 

## 참고 문헌
- 이 문서에는 다음커뮤니케이션(현 카카오)에서 GFDL 또는 CC-SA 라이선스로 배포한 글로벌 세계대백과사전의 내용을 기초로 작성된 글이 포함되어 있습니다.